# Ballenas (accesorio)

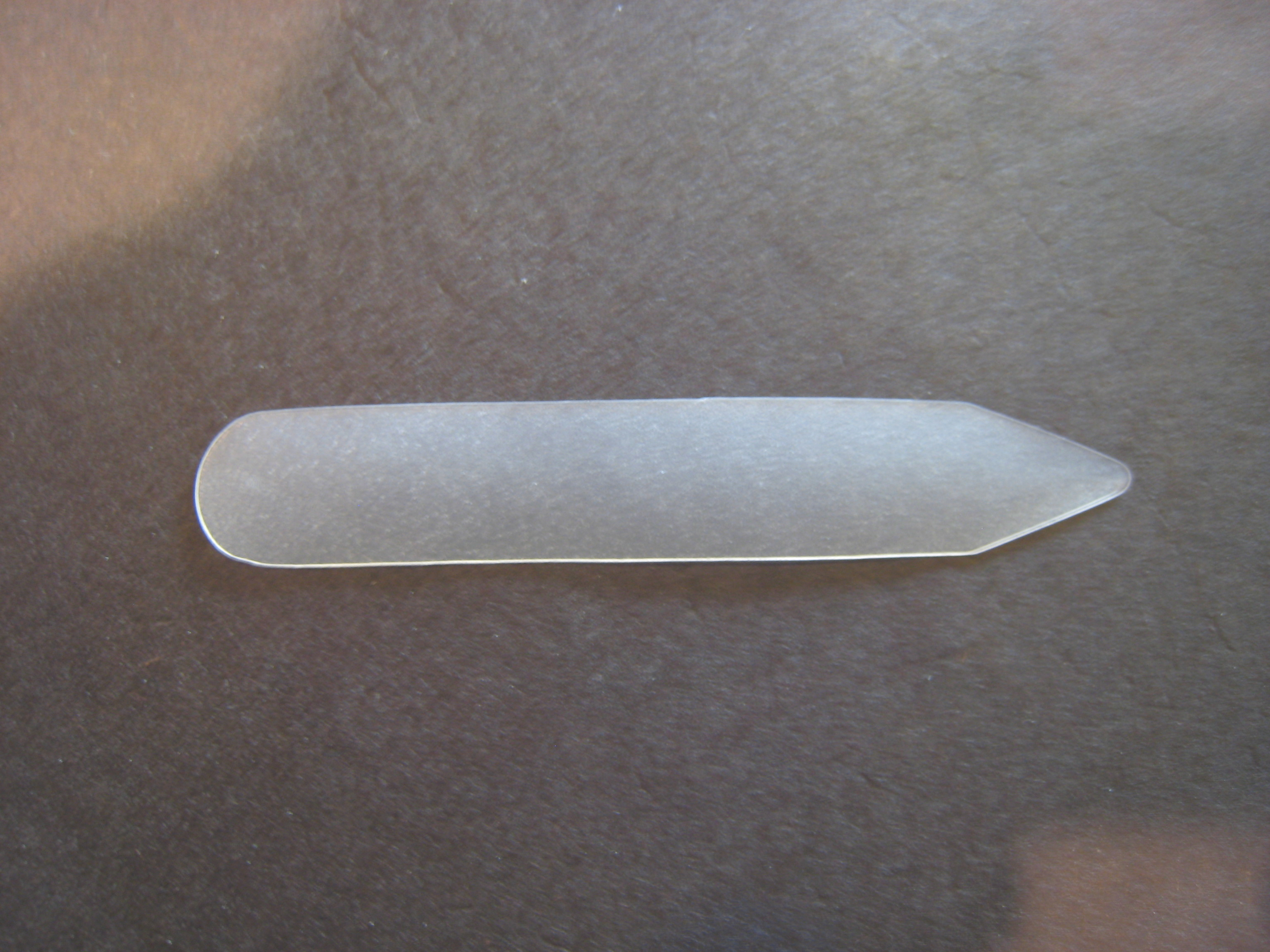
Ballena de plástico.

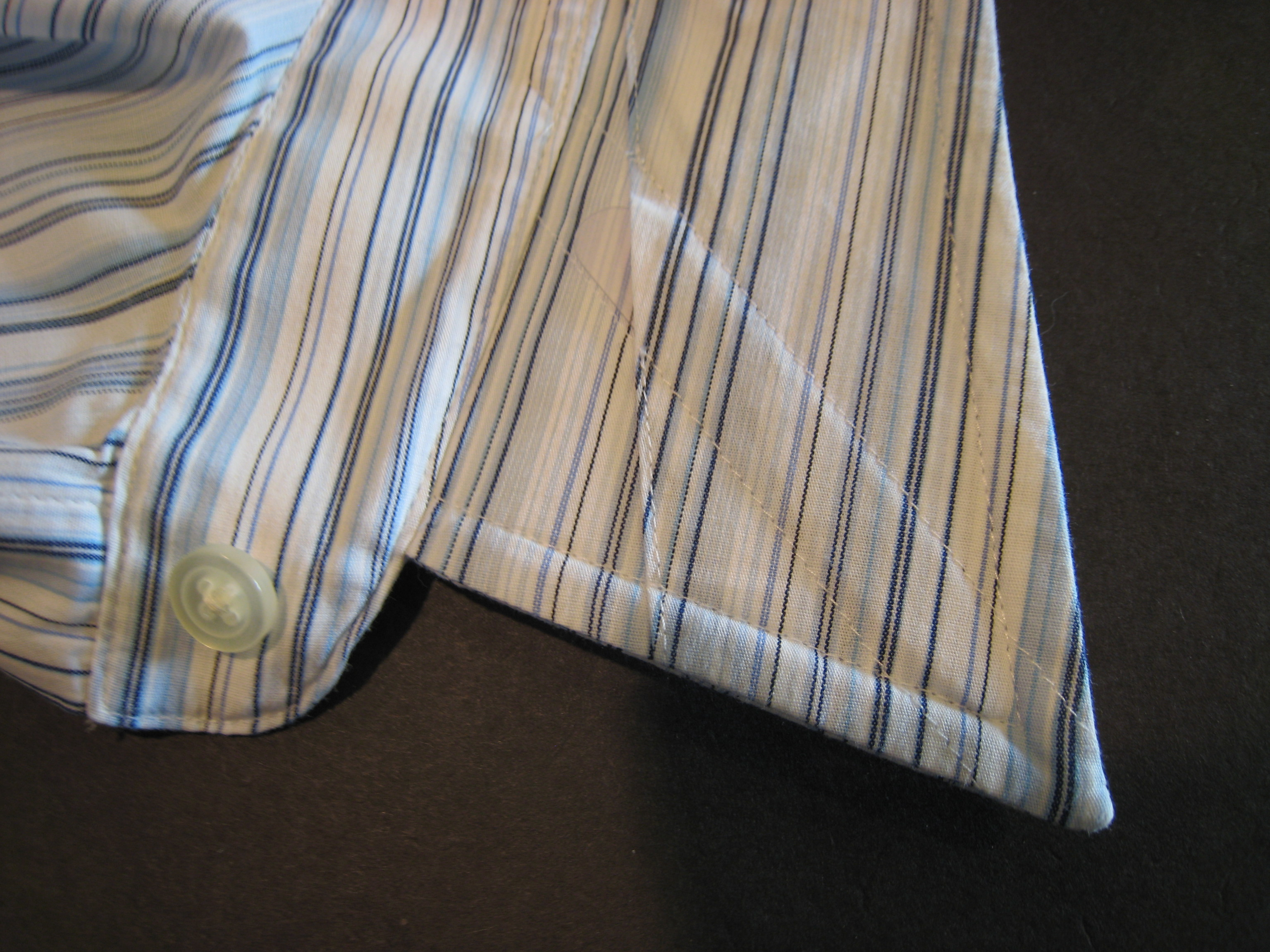
Ballena de plástico adentro del cuello.

Las ballenas (España), ballenitas (Argentina), varillas (México)  o barbas (Chile) son accesorios de plástico u otro material rígido que se introducen en el cuello de una camisa para darle rigidez y evitar que el cuello se doble o se deforme. A principios del siglo XIX determinadas prendas de vestir, con la finalidad de mantener la necesaria rigidez y que se pudieran mantener firmes, precisaban incorporar una estructura que fuera también flexible y resistente para poder adaptarse al cuerpo. Fundamentalmente estas prendas eran los corsés para las damas y los cuellos de las camisas para los caballeros.
Considerando que en aquella época no se había inventado el plástico, debía acudirse a la naturaleza con la finalidad de poder encontrar algún elemento que tuviera esa doble y difícil condición de flexibilidad y a la vez no perdiera la estructura de refuerzo como un armazón.   
Para ello se utilizaron las barbas de ballena, de ahí el nombre que recibe este accesorio. Las ballenas, como todos los misticetos, carecen de dientes, y en su lugar tienen filas de láminas llamadas barbas en el maxilar superior. Estas son lisas, flexibles, con bordes deshilachados, colocadas en dos filas paralelas, semejantes a enormes peines. Las barbas están compuestas de queratina, la misma sustancia de la que está compuesto el pelo, la cornamenta de determinados animales, las uñas o las plumas.

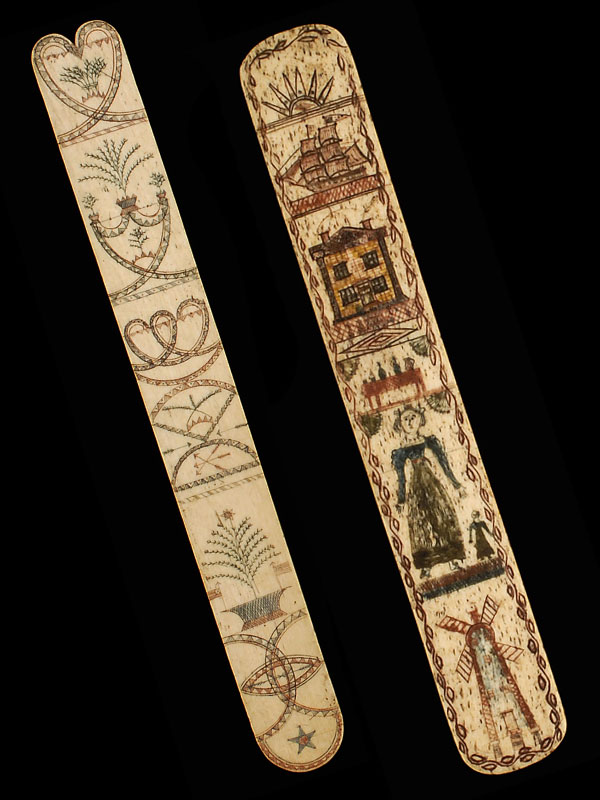
Ballena flexible Portuguesa

Según la especie de misticeto, una barba puede tener de menos de 30 cm hasta los 4,5 m de longitud, y su número oscila entre las 150 y las 400.
El tejido de las barbas se compone de fibras longitudinales de las que resulta un cuerpo indeformable, tremendamente elástico y flexible, pero a la vez de una resistencia inalterable y de duración ilimitada, por esa razón eran utilizadas antes de la invención del plástico y otros materiales sintéticos para la fabricación de múltiples objetos, pero sobre todo en corsetería, y para fabricar las varillas de paraguas, sombrillas y refuerzos de los cuellos de las camisas debido a su solidez, ligereza y elasticidad.
Estas ballenas del cuello se extraían cada vez que las camisas se lavaban, y se volvían a poner en cada camisa cuando iban a ser utilizadas. Por eso los caballeros las guardaban y conservaban con especial esmero y cuidado, porque de su buen estado dependía el empaque de los cuellos de todas sus camisas.  
Posteriormente estas varillas pasan a ser metálicas, y se les incorpora un imán, que se adhiere por el otro lado de la camisa para posibilitar que no se mueva el cuello.
Esta situación deriva en la creación de ballenas de plástico extraíbles que en ocasiones solían deformarse, por lo que se hacía necesario estar en posesión de ballenas intercambiables para ir sustituyéndolas.
Hace ya tiempo que las ballenas se empezaron a coser dentro de la camisa de tal forma que se eliminaba la incomodidad de quitarlas y ponerlas. Y si están bien cosidas, no deben dejar marcas al plancharlas. Se suele decir que una camisa de calidad tiene que tener las ballenas extraíbles, porque las ballenas de plástico internas, que no resultan extraíbles, lamentablemente suelen quebrarse de manera más fácil de lo deseable.
En función del tipo de cuello las ballenas tienen diferentes dimensiones:
Los amantes de las tradiciones observamos con mucho agrado, como últimamente en camisas de calidad empieza a ser habitual la existencia de perfiles en el anverso del cuello para introducir nuestras ballenas, sin perjuicio de que siempre lo podamos solicitar expresamente a nuestro camisero.
Yo particularmente utilizo unas ballenas metálicas de la marca Volhner que me dan un resultado inmejorable.
1. ↑  «La evolución de las ballenas de camisas: historia y origen | Montesco Jeans». montescojeans.com.ar. 14 de agosto de 2022. Consultado el 17 de diciembre de 2024.

- Datos: Q2626569